# Optomerus roppai
Optomerus roppai là một loài bọ cánh cứng trong họ Cerambycidae.